# Vallon des Auffes
Pour les articles homonymes, voir Vallon (homonymie) et Alfa.
Le vallon des Auffes est un petit port de pêche pittoresque traditionnel sur la corniche Kennedy, du quartier d'Endoume, dans le 7e arrondissement de Marseille. Il se situe à 2 km au sud-ouest du Vieux-Port, entre la plage des Catalans et l'anse de Malmousque.

## Historique
Ce petit port-vallon-anse abrite de part et d'autre du pont, une cinquantaine de petites maisons de pêcheurs, quelques restaurants, et environ 80 places de petits bateaux de pêche traditionnelle, dont quelques pointus typiques, dont les prises sont réservées aux restaurants locaux. Son accès est protégé par une jetée de roches d'une centaine de mètres de long.

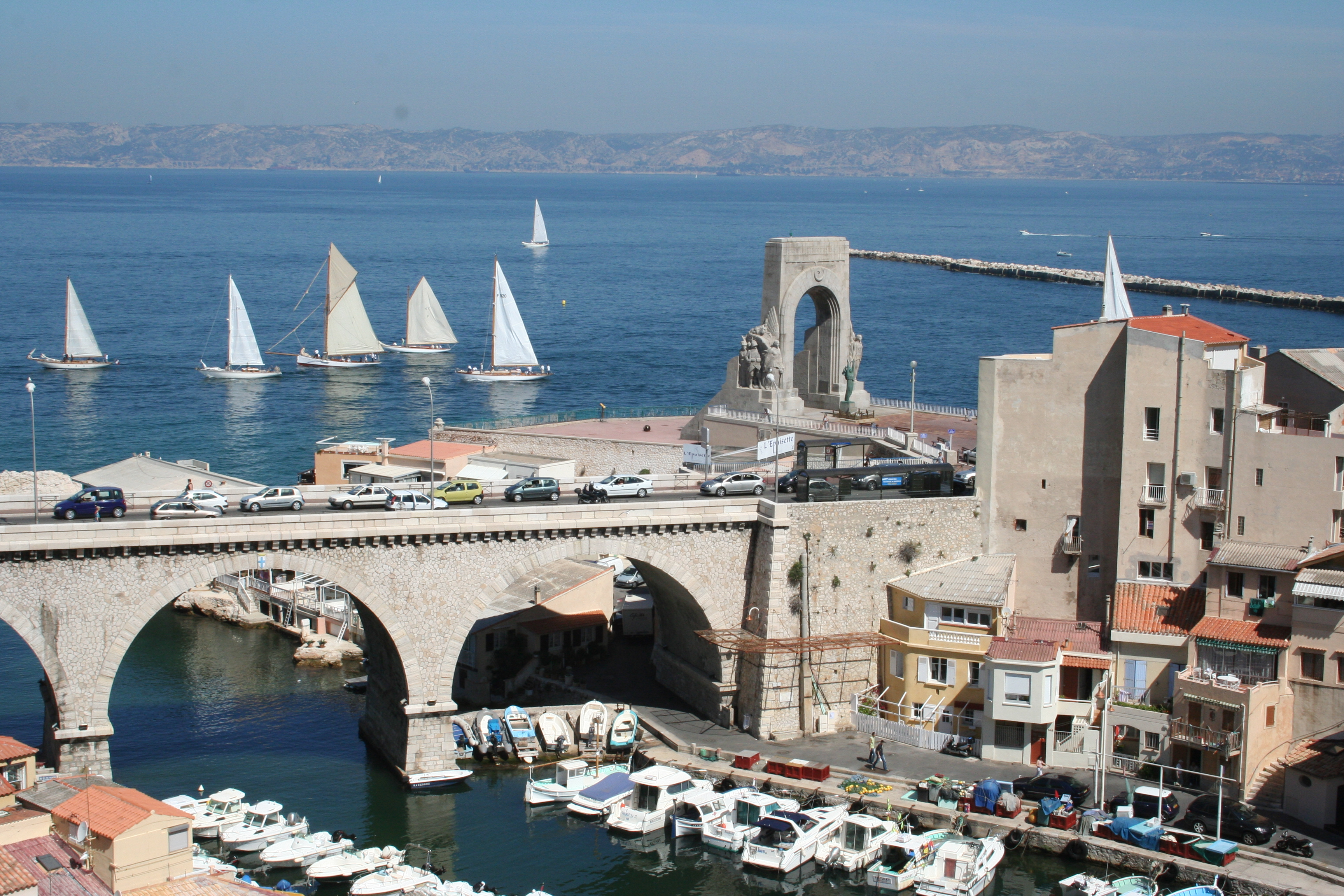
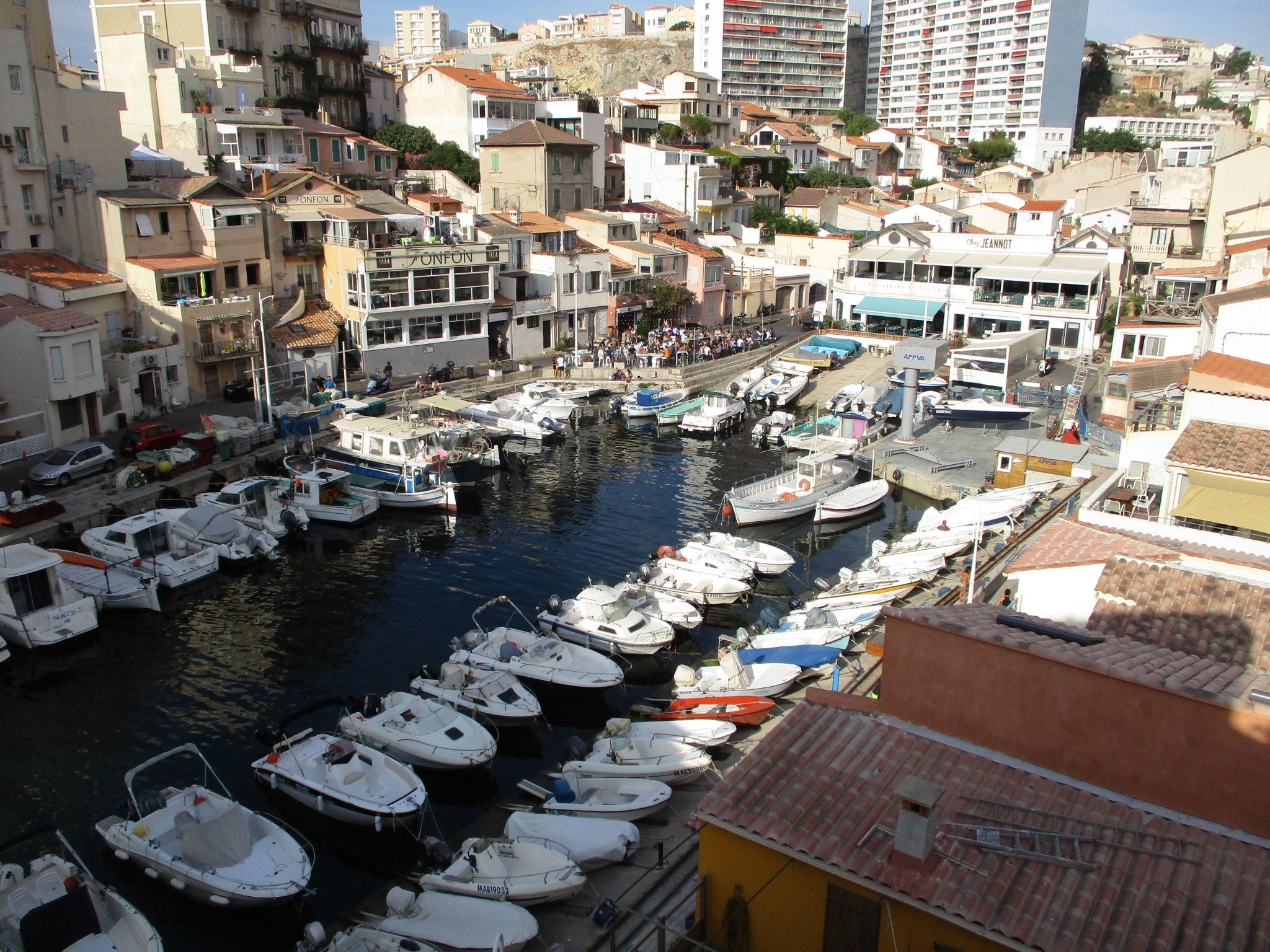
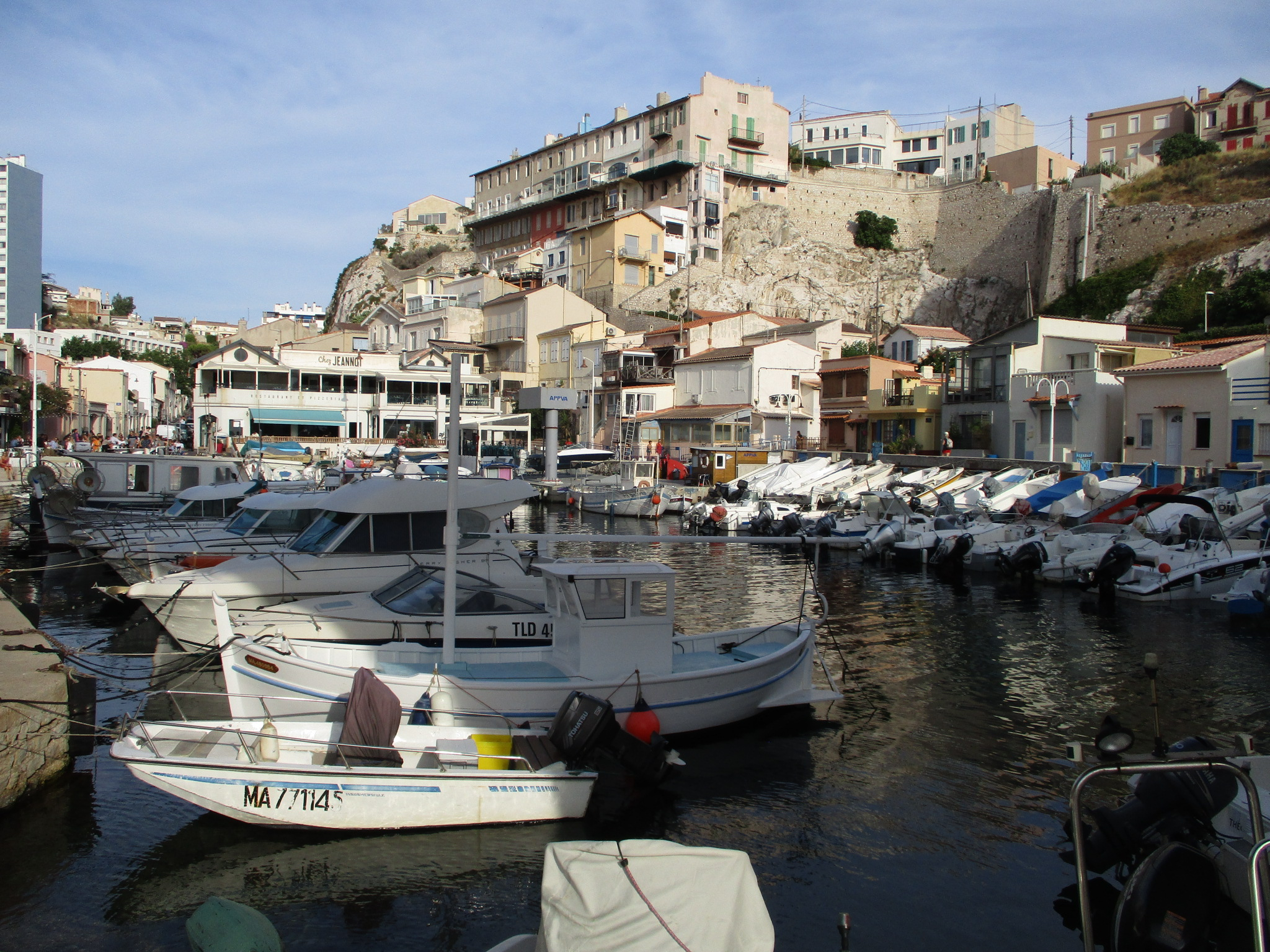

Il est baptisé du nom de l'auffe (aufo en provençal) ou alfa (ou sparte), plante graminée utilisée traditionnellement pour fabriquer de la vannerie, des cordages de navires, des nattes, et des filets de pêche. Des auffiers s’y établissent vers 1750.

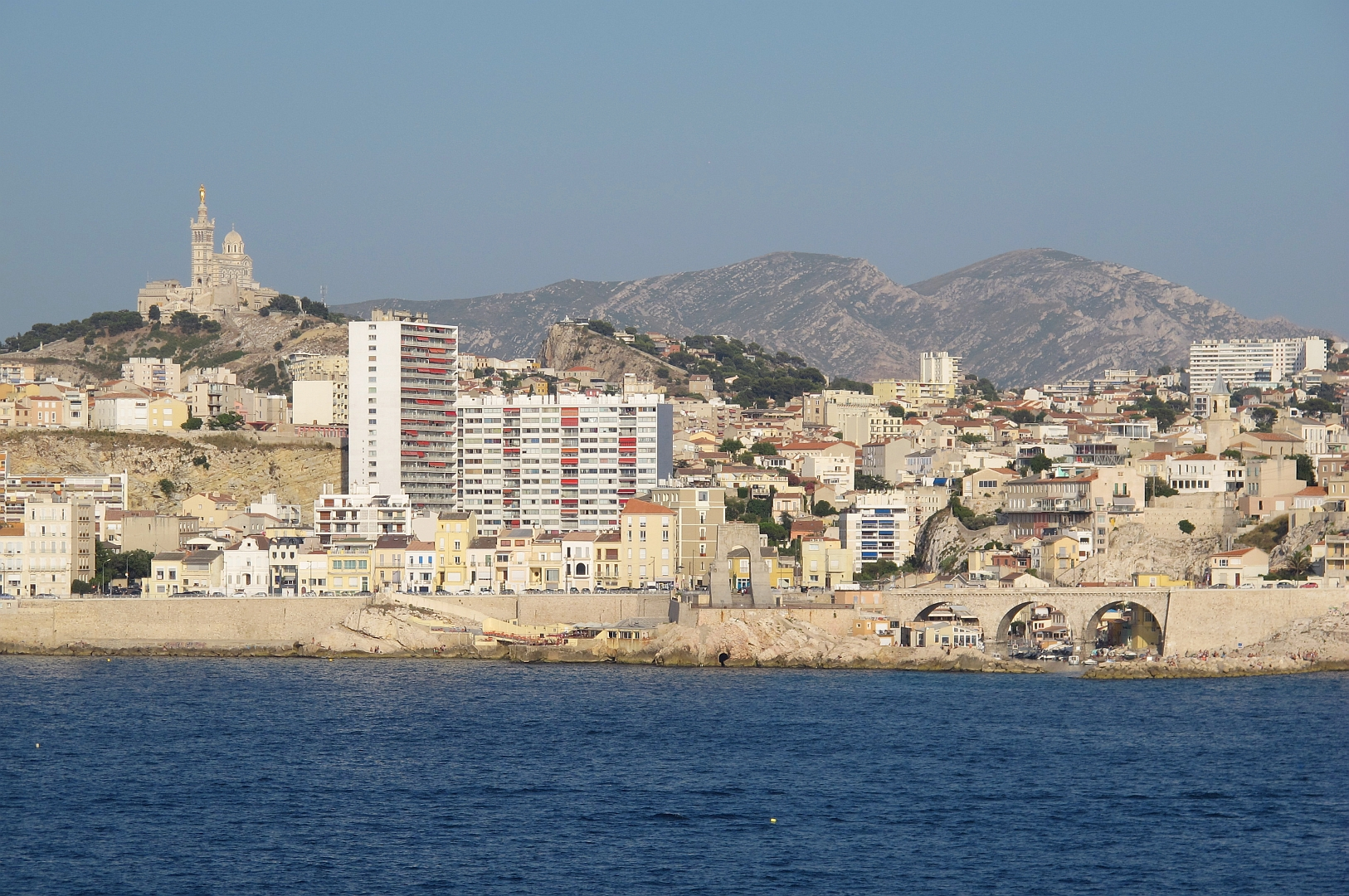
Vue du large
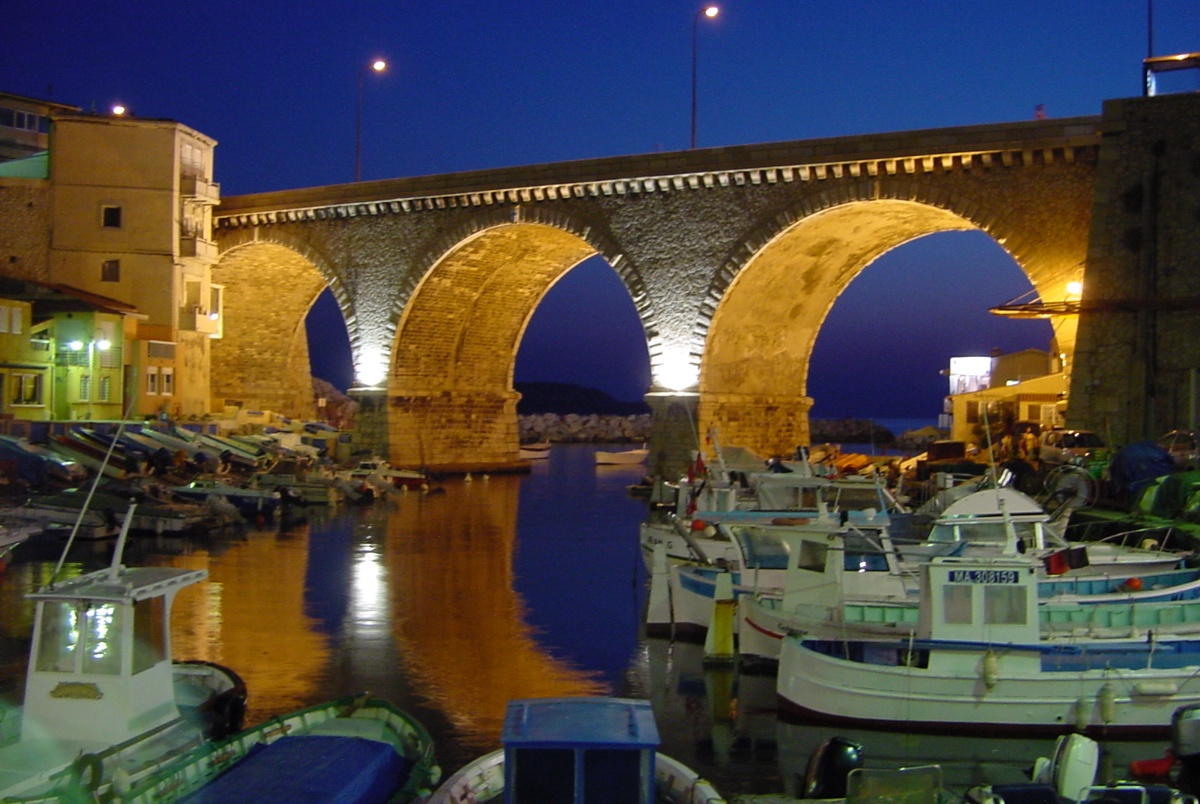
Pont de la corniche Kennedy

Le pont en béton armé et pierre de Cassis maçonnée (extraite sur place) enjambe le port sur une longueur de 60 m. Il est bâti au XIXe siècle par l'architecte Jean François Mayor de Montricher, en même temps que la corniche du Président-John-Fitzgerald-Kennedy, avec trois arches en plein cintre de 17 m de haut et 100 grades de biais. L'anse a été barrée lors de la construction des fondations afin de la maintenir au sec.

Auffe ou alfa
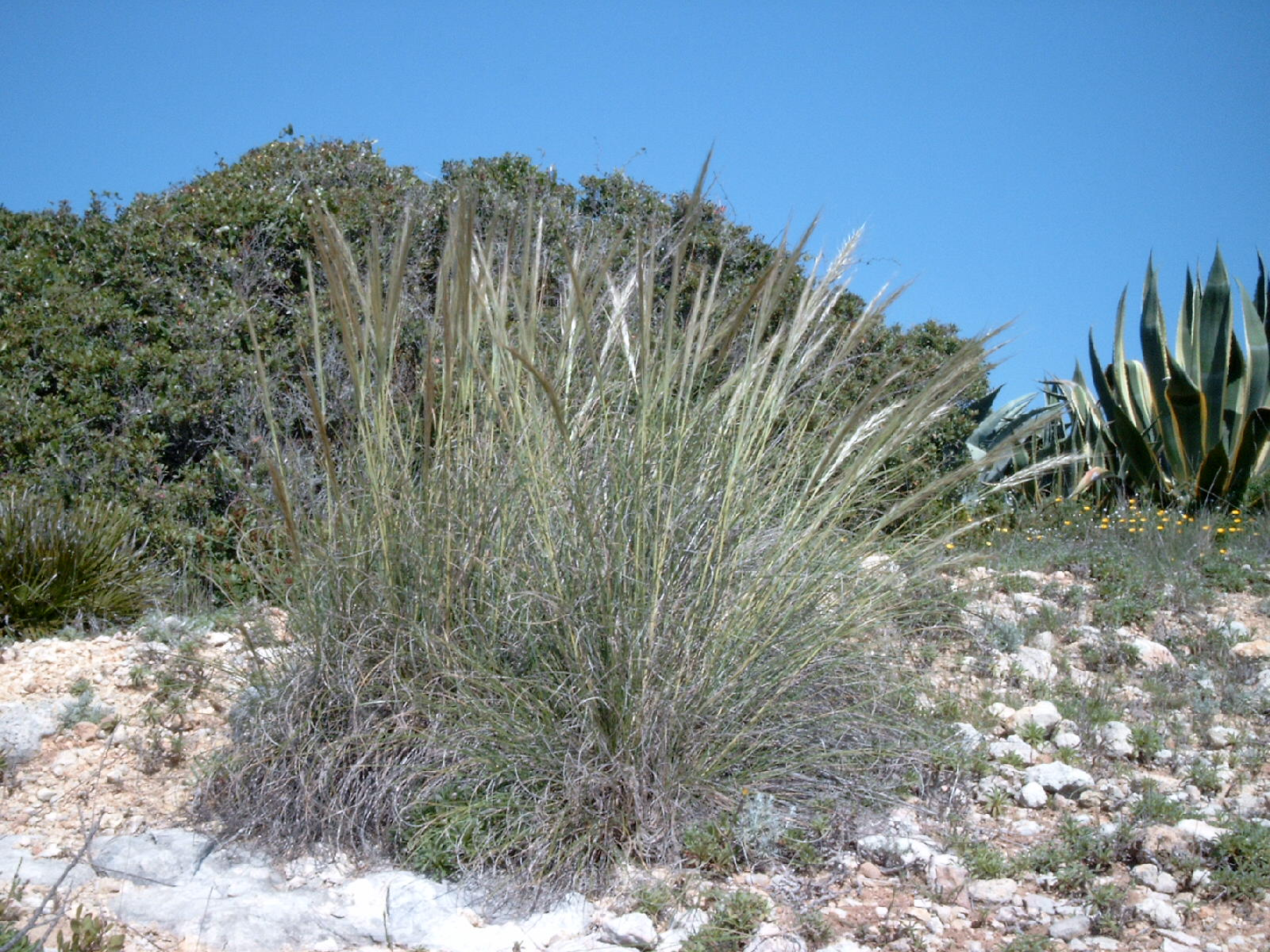
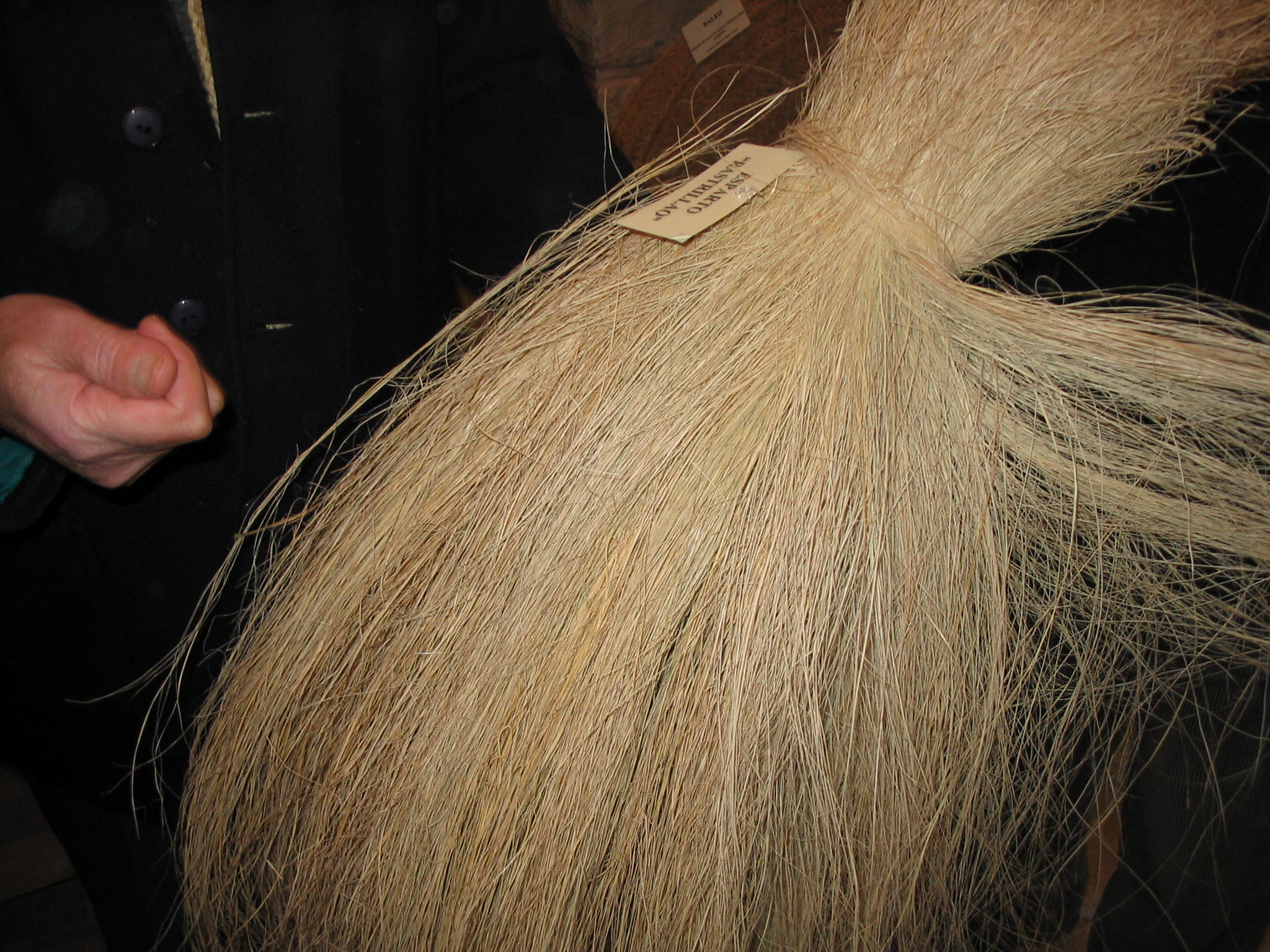
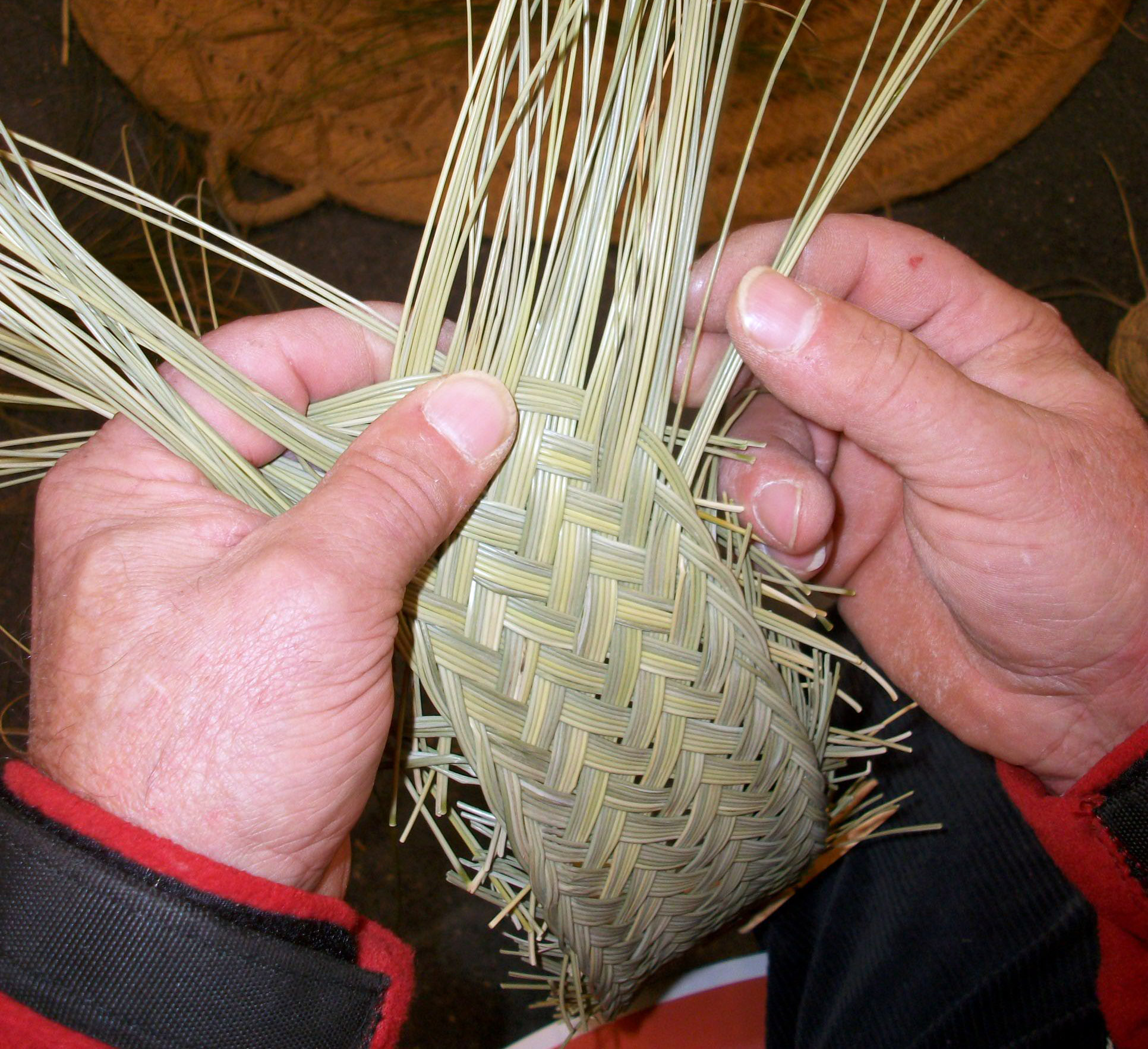
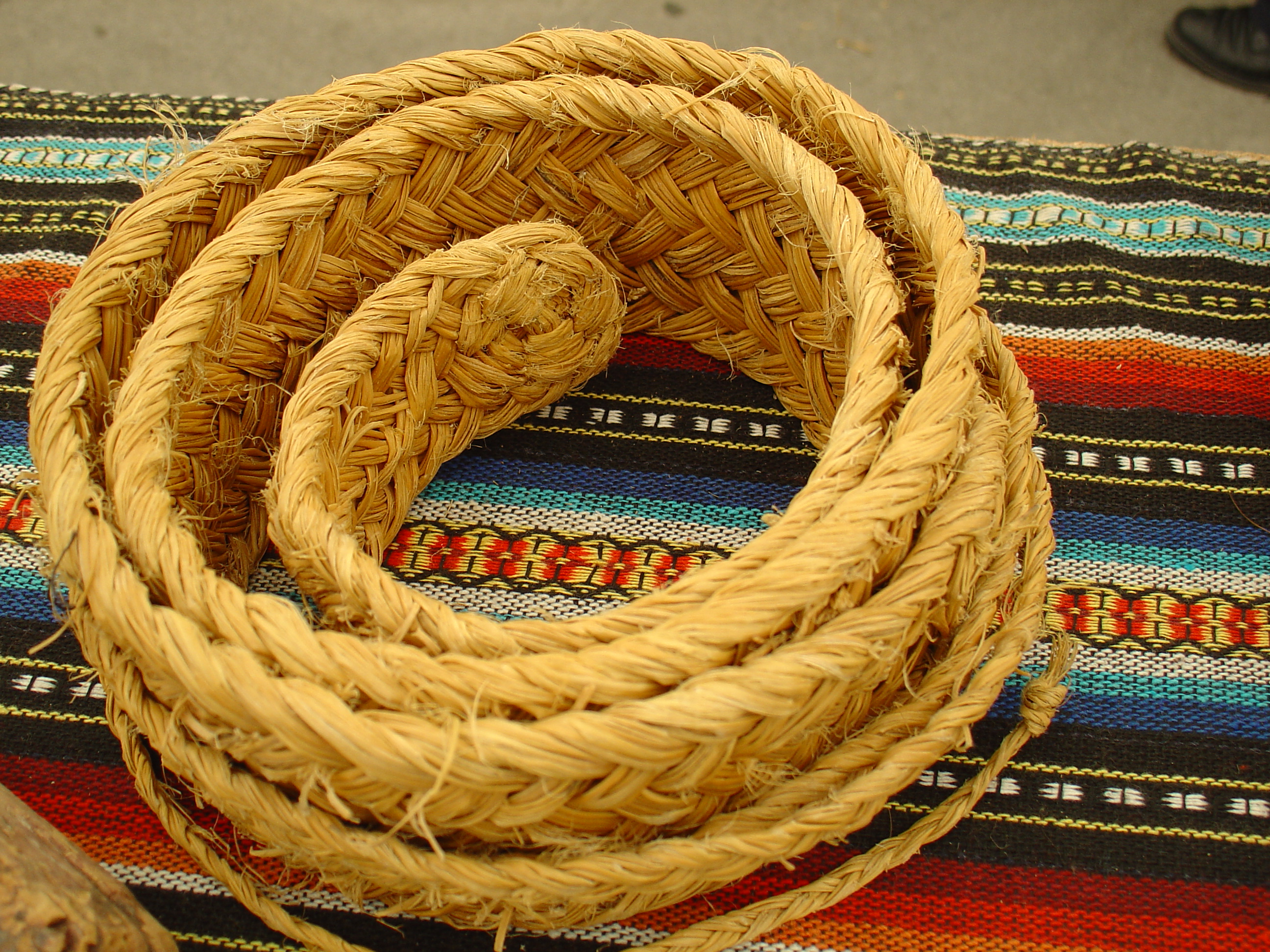

En 1927, le président de la République française Gaston Doumergue inaugure le monument aux morts de l'Armée d'Orient et des terres lointaines (ou Marseille Porte d'Orient) sur une esplanade à l'entrée du vallon des Auffes, une sculpture allégorique en bronze de 5 m de haut représentant « La Victoire » (les bras tendus vers le ciel, dos à la Méditerranée) sous une porte (architecture) d'environ 15 de haut, encadrée par des soldats de la Première Guerre mondiale, classée monument historique le 23 juillet 2009.

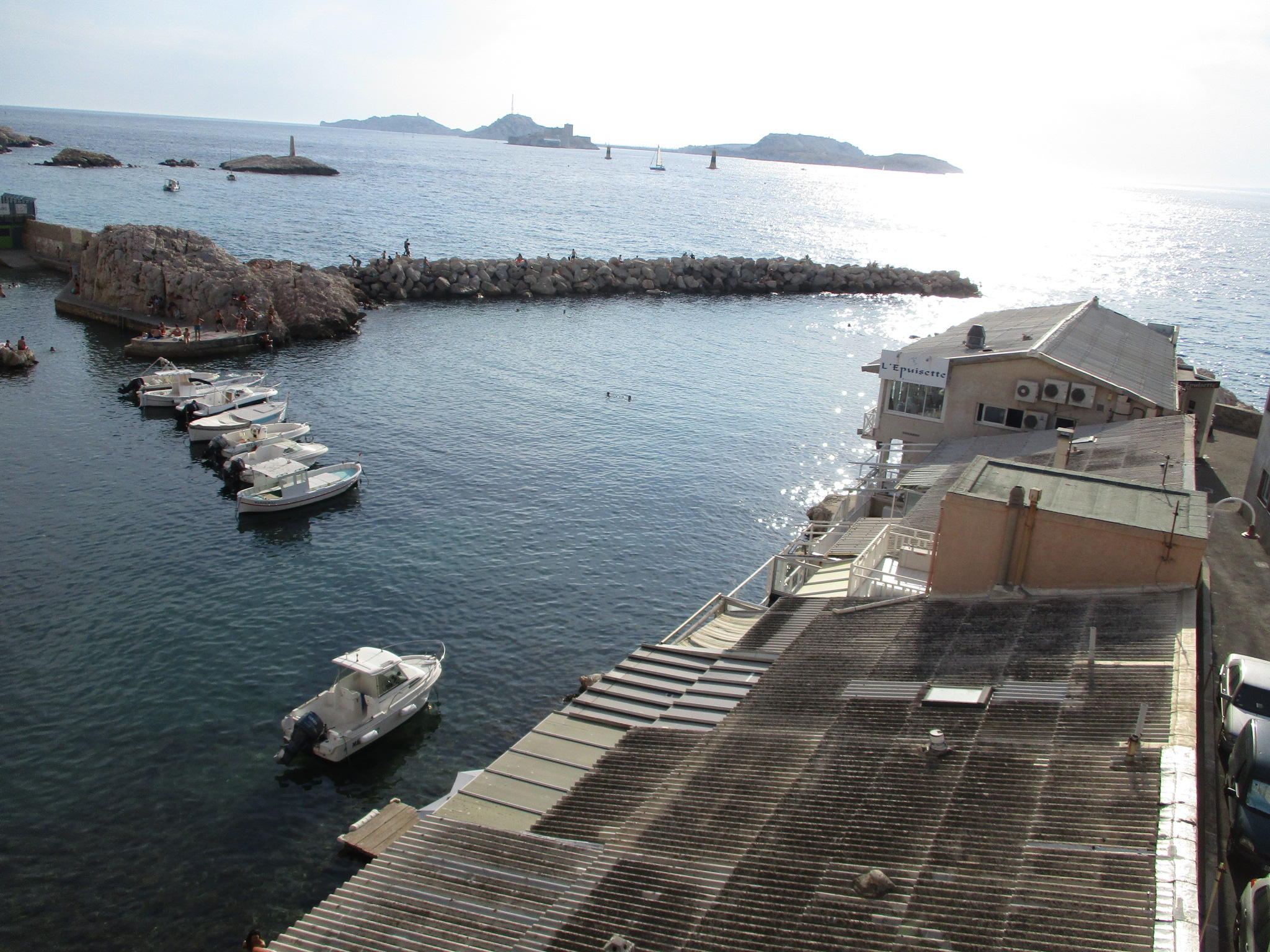
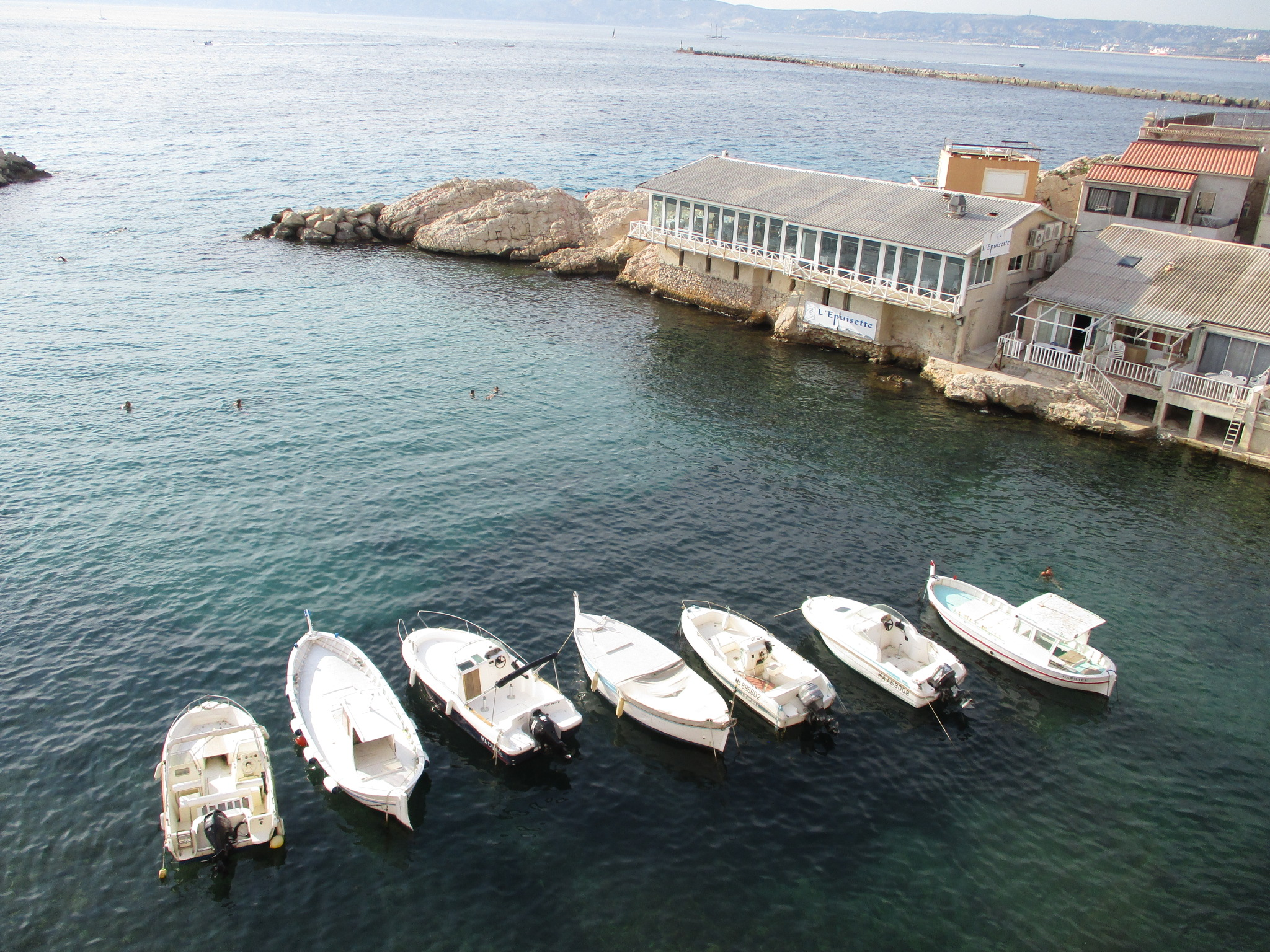
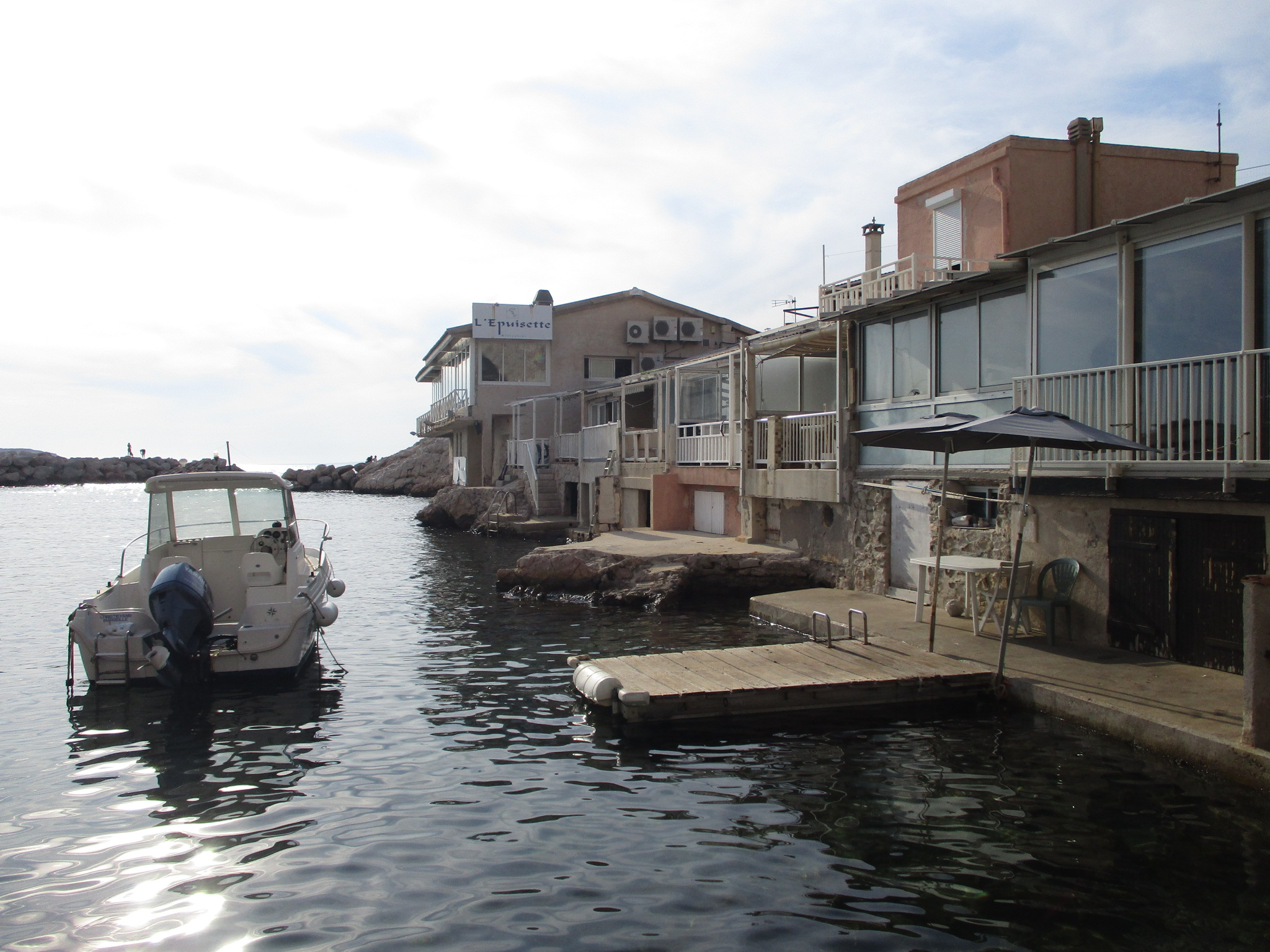
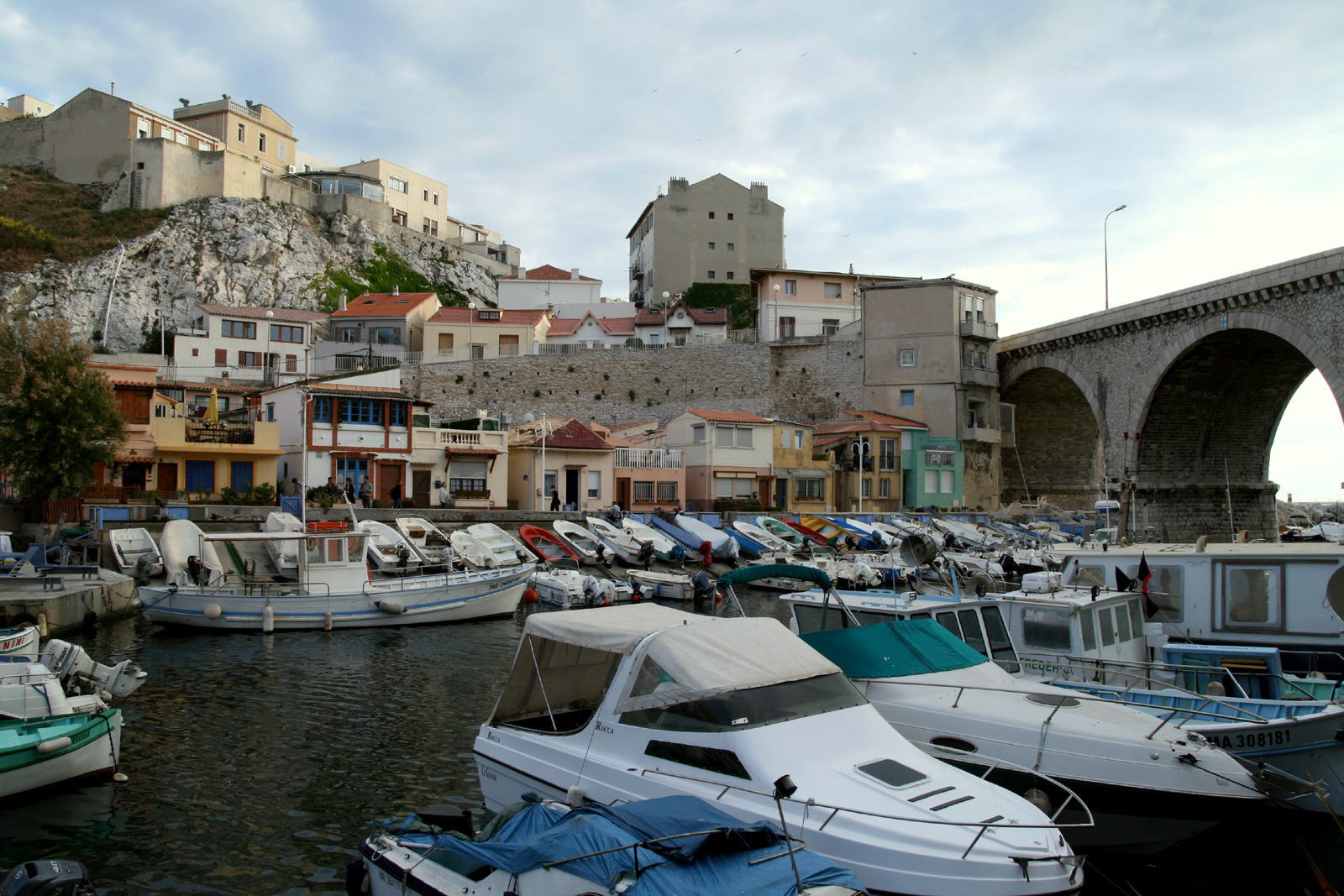
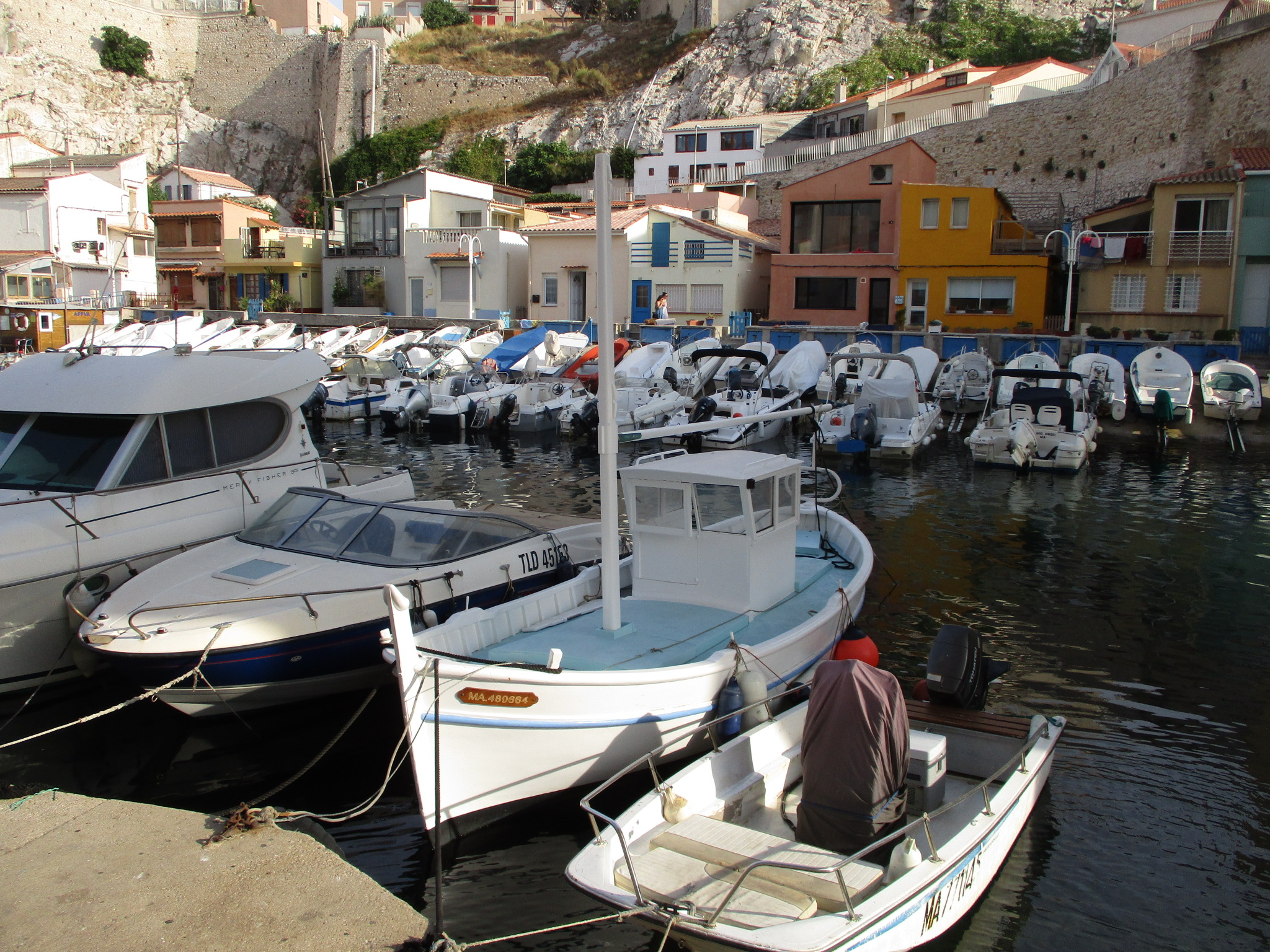
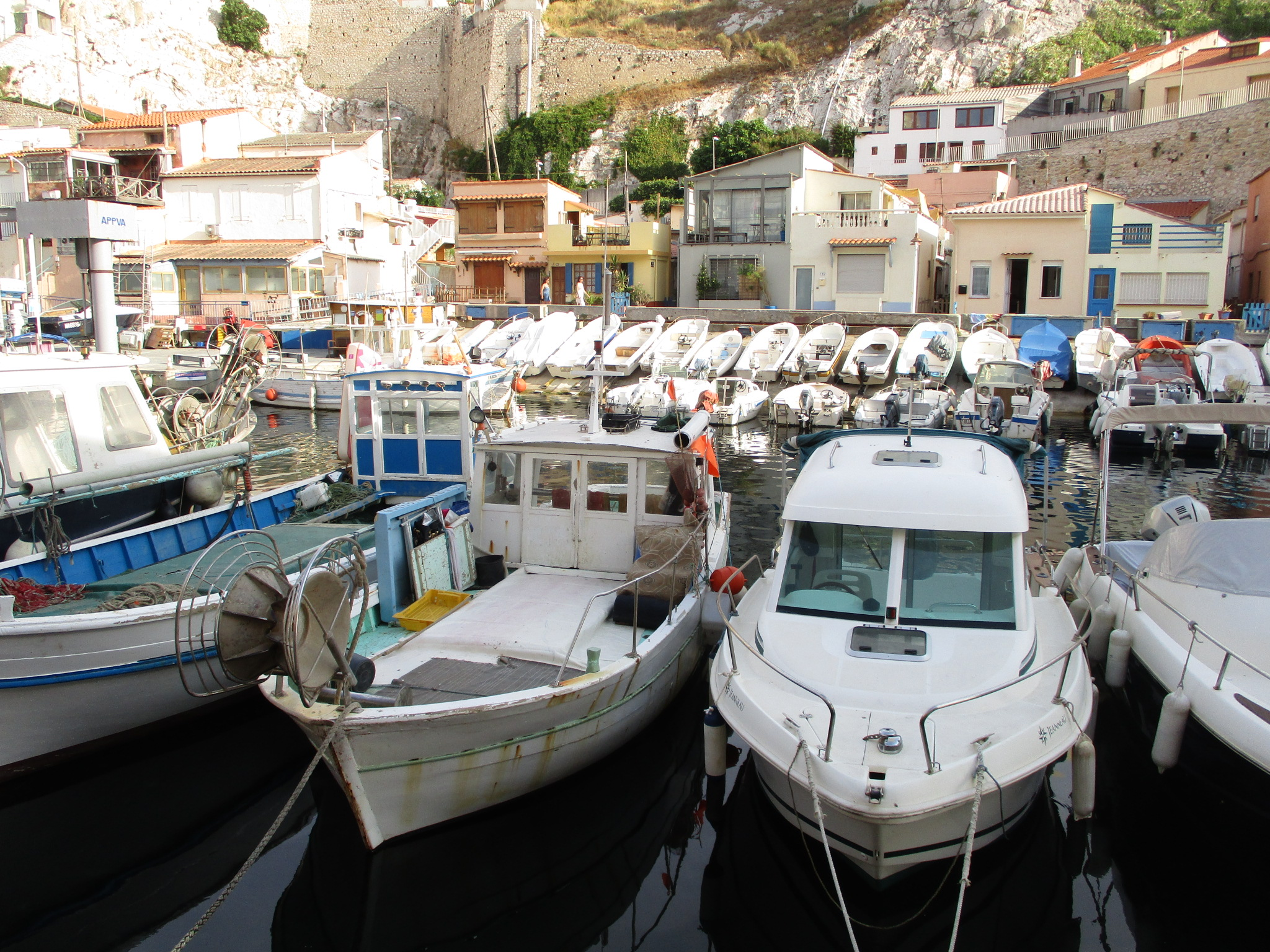
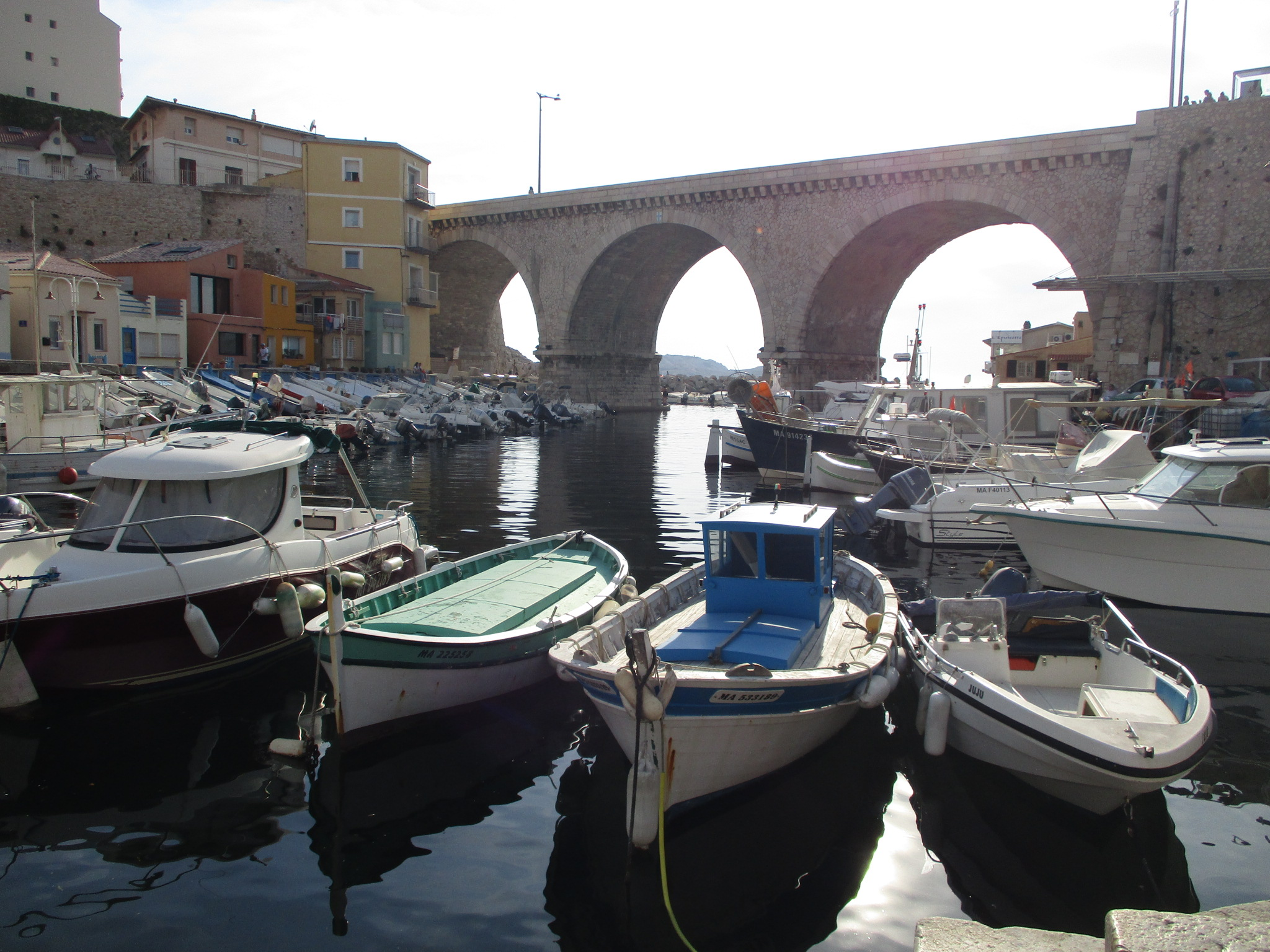
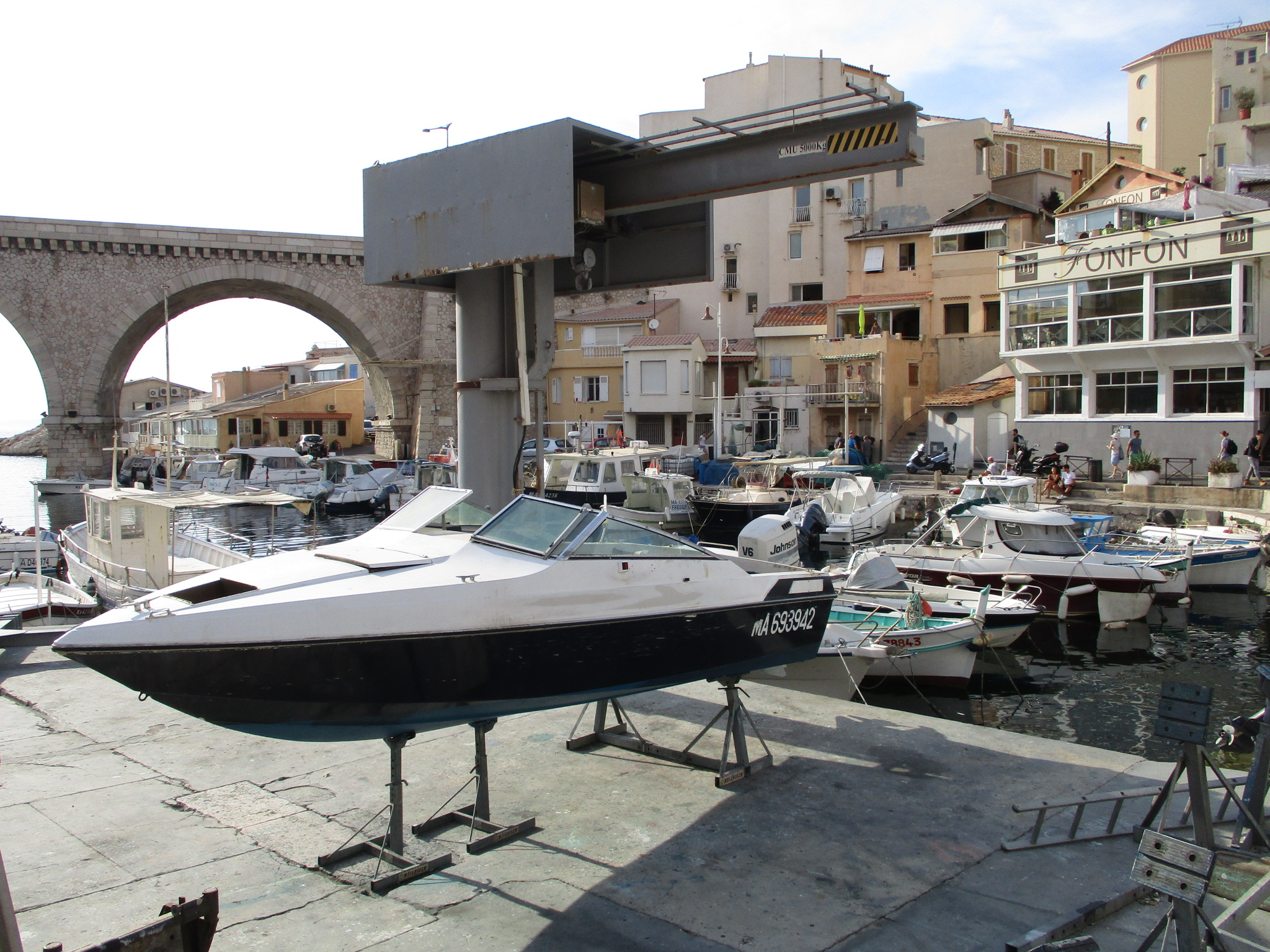
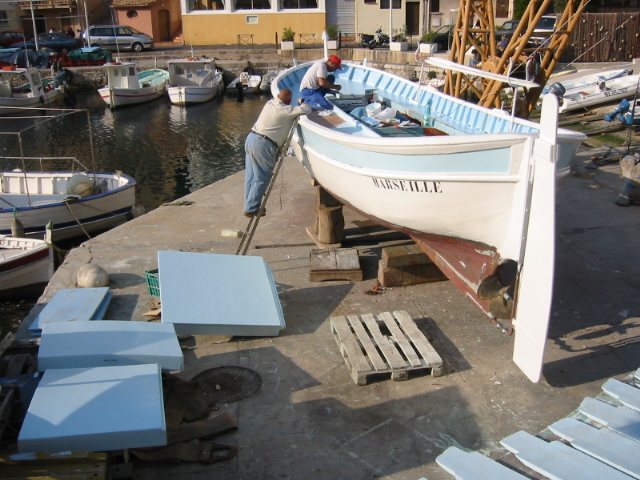

## Médias

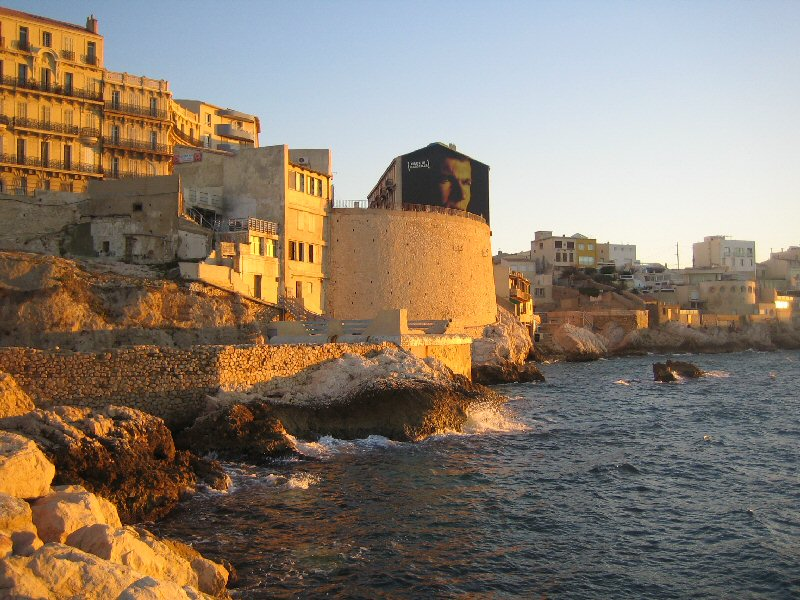
Corniche du Président-John-Fitzgerald-Kennedy en 2005

- De 1998 à 2006, une immense peinture murale du visage du footballeur emblématique marseillais Zinédine Zidane, labellisé « Made in Marseille », est apposée par Adidas sur une façade de maison de la corniche Kennedy, à proximité du vallon. Une fresque publicitaire pour l'Olympique de Marseille et Coca-Cola lui succède[7]. En 2013, à l'occasion de l'événement de Marseille au titre de capitale européenne de la culture, l'artiste JR expose l'affiche d'une inconnue marseillaise (Annick Perrot-Bishop) à titre de clin d’œil à celle du célèbre footballeur marseillais, pour illustrer l'ouverture de Marseille au monde. La façade est depuis recouverte de nouvelles fresques publicitaires successives.

- Jean Bazal, journaliste spécialiste du milieu marseillais et auteur français de roman policier et roman d'espionnage, réside au vallon des Auffes. Il a écrit entre autres : Jean Bazal, Le Vallon des Auffes : Mon village à 71 marches de Marseille, Tacussel, 27 décembre 2001, 96 p. (ISBN 978-2-903963-65-1)

- L'action du livre Le Lessiveur de 2009 de Franz-Olivier Giesbert[8], se situe à Marseille et notamment au vallon des Auffes[9].

### Cinéma et télévision
Quelques scènes de films et séries de télévision sont tournées sur ce site, dont : 
- 1971 : French Connection, de William Friedkin[10]
- 1972 : Le Tueur, de Dennys De La Patellyère
- 1998 : Taxi, de Gérard Pirès
- 2004 : Zodiaque, de Claude-Michel Rome (feuilleton télévisé)
- 2008 : Trahison, de Jeffrey Nachmanoff
- 2009 : L'Immortel, de Richard Berry
- 2018 : Taxi 5, de Franck Gastambide
- 2020 : Bronx , de Olivier Marchal

Le site a aussi régulièrement servi de décor naturel pour des scènes de la série Plus belle la vie.